# Augustinus Adolphus van Haelst

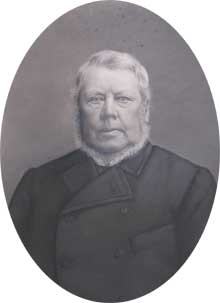
Augustus Adolphus van Haelst

Augustus Adolphus van Haelst (Zuiddorpe, 13 februari 1817 - aldaar, 31 augustus 1899) was burgemeester van Zuiddorpe van 1871 tot 1895.
Van Haelst was landbouwer van beroep en bewoonde het Huis op de Muis noordelijk van het dorp aan het eind van de Sint Marcusstraat. Hij was tevens beheerder van de Nieuw-Westenrijkpolder, dijkgraaf van de Moerspuipolder, gezworene en dijkgraaf van Beoosten en bewesten Blijpolder, gezworene en dijkgraaf van de polder Zuiddorpe Noorddeel, zetter van de directe belastingen van Zuiddorpe en Koewacht, voorzitter van het kerkbestuur en de schoolcommissie te Zuiddorpe en hoofdman van het St.-Sebastiaangilde.
Gedurende zijn ambtsperiode werd in 1884 een nieuwe lagere school en een huis voor de hoofdonderwijzer gebouwd aan het begin van de Sint Marcusstraat en in 1889 werd de eerste verharde weg naar Axel aangelegd.
Het monumentale graf van August A. van Haelst en zijn echtgenote Rosalia Thomaes staat rechts van de ingang van de R.K. kerk van O.L. Vrouwe Hemelvaart aan het Dorpsplein van Zuiddorpe. Het graf staat op de lijst van Rijksmonumenten in de gemeente Terneuzen.
Zijn vader Modestus Cornelius van Haelst was eerder burgemeester van 1808-1817 en van 1830-1843. Zijn oom Augustinus Henricus van Haelst (Verrebroek (B), 24 juni 1751-Zuiddorpe, 27 december 1824) was in de Franse tijd 'aangewezen' als 'agent municipal' en eerste 'maire' van Zuiddorpe.